# Christopher Kutter
Pour les articles homonymes, voir Kutter.
Christopher Kutter né le 22 janvier 2000, est un joueur allemand de hockey sur gazon. Il évolue au poste de défenseur au Uhlenhorster HC et avec l'équipe nationale allemande.

## Carrière
Il a débuté en équipe première le 12 mai 2021 contre la Grande-Bretagne à Londres lors de la Ligue professionnelle 2020-2021.

## Palmarès
- : 2e à la Coupe du monde U21 en 2021
- : 3e à la Ligue professionnelle 2020-2021